# Going Backwards
Going Backwards är en låt av den brittiska gruppen Depeche Mode. Det är den andra singeln från albumet Spirit och släpptes den 23 juni 2017. Låten är komponerad av Martin Gore och det är gruppens femtioförsta singel totalt.

## Utgåvor och låtförteckning
- Digital nedladdning

1. "Going Backwards" – 5:43
2. "Going Backwards (Highline Sessions Version)" – 5:27